# Chrostosoma enna
Chrostosoma enna là một loài bướm đêm thuộc phân họ Arctiinae, họ Erebidae.